# Percy Carlyle Gilchrist
Percy Carlyle Gilchrist (* 27. Dezember 1851 in Lyme Regis; † 16. Dezember 1935) war ein britischer Chemiker und Metallurg. 
Gilchrist studierte an der Royal School of Mines. Er ist hauptsächlich bekannt für seine Zusammenarbeit mit seinem Vetter, dem Metallurgen Sidney Thomas, bei der beide ein Verfahren zur Entphosphorisierung des Eisens (Thomas-Verfahren) entwickelten. Am 4. Juni 1891 wurde er Mitglied der Royal Society.